# Sam Bot
Pour les articles homonymes, voir Bot.
Sam Bot est une série humoristique et pornographique de bande dessinée italienne (ou fumetti) réalisée par Raoul Buzzelli (dessin et scénario), le frère de Guido Buzzelli.

## L'histoire
Sam Bot est un jeune Anglais timoré, maigrichon et binoclard vêtu d'un éternel veston noir et fripé. Ce pauvre type est pourtant doté d'un pénis énorme et inépuisable qui lui vaut d'être en permanence assailli par les demoiselles. Cela à son grand regret, car il ne cherche qu'à trouver un emploi et se procurer de la nourriture, ce en quoi il échoue constamment.
Il a un oncle nommé Archibald, vieux grincheux possédant un musée des horreurs et qui envoie souvent Sam Bot dans des missions dangereuses. L'oncle Archibald est assisté par son majordome, Pear Odor, qui dégage une odeur pestilentielle malgré son élégance.
Sam Bot est fiancé à Orchidée, une blonde plantureuse.
Dans une dizaine d'épisodes, Sam Bot est "associé" à Iperman, le "Napoléon de la fauche", un aventurier inspiré d'Arsène Lupin, d'Axel Borg dans la série Lefranc et de Batman, où il commet gaffes sur gaffes, toutes rattrapées par Iperman.

## Publications
Sam Bot fait ses débuts en 1973 dans un pocket pour adultes édité par Edizioni RG sous son titre original de Peter Paper. Jusqu'en 1975 il fait l'objet de 35 fascicules puis revient de 1976 à 1978 sous le label Ediperifodici pour 38 fascicules.
En France, l'éditeur Elvifrance en publia 72 épisodes de 1973 à 1978.
Toujours en France, l'éditeur Delcourt a édité, début 2010 et dans le cadre de sa collection Erotix, les trois premiers épisodes dans un recueil respectant le format original tout en couleur.